# Cytoplazma

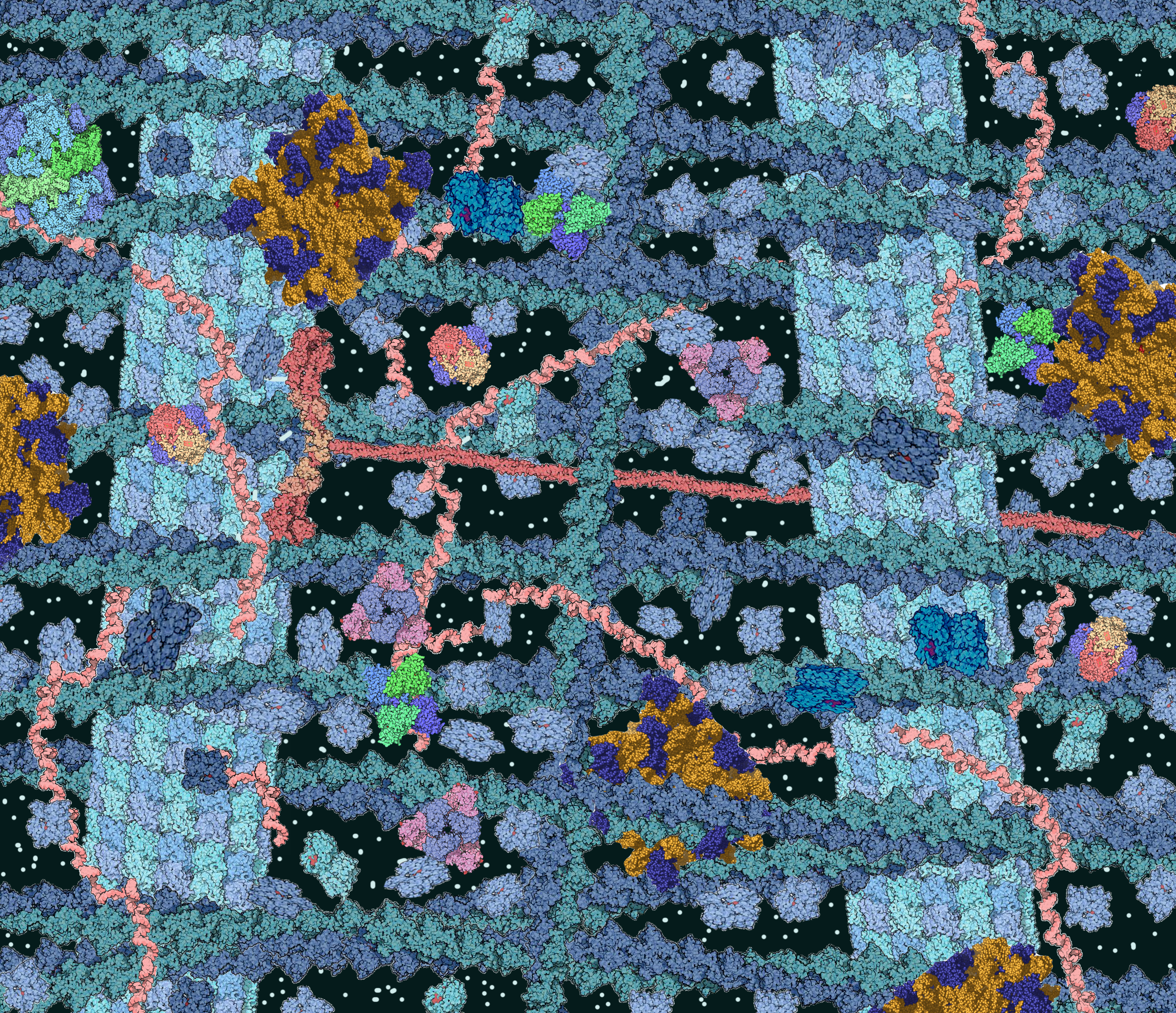
Wyobrażenie struktury cytoplazmy. Cytoplazma jest zatłoczoną przestrzenią pełną różnego rodzaju rozpuszczalnych białek i większych struktur.

Cytoplazma – część protoplazmy komórki eukariotycznej pozostająca poza jądrem komórkowym, a w przypadku, z definicji nie posiadających jądra, komórek prokariotycznych – cała protoplazma.
Dzieli się ją na:
- cytozol, zwany też cytoplazmą podstawową
- organella (z wyjątkiem jądra komórkowego).

W języku polskim słowa „cytoplazma” używa się jednak często w węższym znaczeniu, mając na myśli tylko substancję wypełniającą przestrzenie pomiędzy organellami.
Wyróżnia się też niekiedy:
- ektoplazmę
- endoplazmę

Cytoplazma podstawowa to substancja o pozornie jednolitej strukturze, mogąca przyjmować różną postać od cieczy do galaretki (żelu). Ważnym składnikiem cytoplazmy podstawowej jest jednak skomplikowana przestrzenna sieć białkowych włókienek (mikrofilamenty) i mikrorureczek (mikrotubule), tworzących tzw. cytoszkielet. W cytoplazmie podstawowej znajdują się pozostałe plazmatyczne składniki komórki i zachodzi większość procesów metabolicznych. Cytoplazmę podstawową przenikają układy błonowe, a od zewnątrz ogranicza ją błona komórkowa.
Enzymem markerowym (markerem) cytoplazmy podstawowej jest dehydrogenaza glukozo-6-fosforanowa (G6PD).

## Skład cytoplazmy podstawowej
Cytoplazma podstawowa jest substancją koloidalną, w jej skład wchodzą:
- związki organiczne: białka, tłuszcze (lipidy), cukry (węglowodany), RNA, w mniejszych ilościach inne metabolity, np. wolne aminokwasy
- związki nieorganiczne następujących pierwiastków: wapń, magnez, potas, cynk, miedź, mangan, fosfor, tlen, chlor, siarka, węgiel, azot, bor
- faza rozpraszająca: woda

W cytoplazmie podstawowej zawieszone są organella, np. mitochondria, plastydy, lizosomy, peroksysomy, wakuole, cytoszkielet, retikulum endoplazmatyczne, aparat Golgiego

## Cytoszkielet
Zasadniczym elementem strukturalnym cytoplazmy podstawowej są białka mające postać globularną lub fibrylarną np. mikrofilamenty i mikrotubule.

### Mikrotubule
Mikrotubule – zbudowane z tubuliny rurki.
Biorąc pod uwagę lokalizację mikrotubul w komórce oraz pełnione przez nie funkcje, wyróżniamy:
- mikrotubule cytoplazmatyczne stanowiące elementy cytoszkieletu i sterujące ruchami organelli komórkowych
- mikrotubule kinetochorowe odgrywające ważną rolę w czasie ruchu chromosomów i ogólnie przy podziale komórki

## Retikulum endoplazmatyczne
Retikulum endoplazmatyczne (= siateczka wewnątrzplazmatyczna) – struktura stanowiąca zasadniczą część systemu błon wewnątrzkomórkowych.
Złożone jest z zespołów cystern, kanalików, banieczek, pęcherzyków. Układy te przenikają w różnych kierunkach cytoplazmę i łączą się z plazmalemmą i błoną jądrową.
Wśród błon retikulum można wyróżnić :
- forma szorstka pokryta jest rybosomami, uczestniczy w procesie syntezy białek, najczęściej błonowych,
- forma gładka natomiast bierze udział w syntezie lipidów i w procesach wydzielniczych

## Procesy zachodzące w cytoplazmie podstawowej
biosynteza białek (translacja)
początkowy etap oddychania (glikoliza lub oksydacyjny szlak pentozofosforanowy)

## Ruchy cytoplazmy podstawowej
- cyrkulacyjny – cytoplazma płynie w różnych kierunkach w pomostach cytoplazmatycznych
- rotacyjny – cytoplazma płynie w jednym kierunku wokół wakuoli, inaczej nazywany cyklozą
- pulsacyjny – cytoplazma płynie raz w jednym, raz w drugim kierunku (wokół wakuoli)
- fontannowy – szczególna odmiana ruchu cyrkulacyjnego, w którym cytoplazma płynie wokół dwóch wakuoli w przeciwnych kierunkach

Ruchy cytoplazmy spowodowane są skurczami włókienek kurczliwych
- plazmoliza – proces odstawania protoplastu od ściany komórkowej – zachodzi w roztworze hipertonicznym.
- deplazmoliza – proces odwrotny do procesu plazmolizy – zachodzi w roztworze hipotonicznym

Ruch rotacyjny cytozolu wokół wakuoli
Ruch pulsacyjny cytozolu wokół wakuoli
Ruch cyrkulacyjny cytozolu wokół wakuoli